# SeaTac
SeaTac (de « Sea » Seattle et de « Tac » Tacoma) est une ville du comté de King, dans l'État de Washington, aux États-Unis.
Elle fait partie de l'agglomération de Seattle.